# Strempeliopsis
Strempeliopsis es un género con dos especies de plantas de flores perteneciente a la familia Apocynaceae. Es originaria del Caribe donde se distribuye por Cuba y Jamaica.

## Taxonomía
El género fue descrito por George Bentham y publicado en Genera Plantarum 2: 702. 1876.

## Especies
- Strempeliopsis arborea Urb.
- Strempeliopsis strempelioides Benth.